# Южноазиатска кукумявка
Южноазиатска кукумявка (Athene brama) е вид птица от семейство Совови (Strigidae).

## Разпространение
Видът е разпространен в Бангладеш, Бутан, Виетнам, Индия, Иран, Камбоджа, Лаос, Мианмар, Непал, Пакистан и Тайланд.